# Z 6
Z 6 s přezdívkou Hurvínek byl lidový osobní automobil vyráběný v letech 1935–1936 firmou Československá zbrojovka, akciová společnost, Brno. Vůz byl představen v polovině března 1935 a byl vybaven dvouválcovým dvoutaktním motorem, pohánějícím přední kola. Celkem vzniklo 500 kusů.

## Historie
V polovině 30. let se brněnská zbrojovka, kromě středního typu Z 4 a připravovaného luxusnějšího Z 5, snažila nabídnout i malý lidový automobil, přístupný nejširšímu okruhu zákazníků. Na jaře 1935 proto přišla s vozem Z 6, nesoucím přezdívku Hurvínek, k níž mu dopomohl jeho tvůrce, ing. Antonín Voženílek. Základní koncepce dvoutaktního motoru a pohonu předních kol zůstala zachována, podvozek však byl od obou větších typů odlišný. Tvořil jej centrální trubkový nosník, s nápravami tvořenými dvojicí listových per. Díly motoru byly unifikované s větším typem Z 5, který byl představen v říjnu 1935 na pražském autosalónu. Dvoudveřová čtyřmístná karoserie dostala módní proudnicový tvar se splývavou zádí. Z 6 si získala sympatie publika příznivou cenou zpočátku stanovenou na 19 800 Kč. Ta byla posléze snížena na 19 200 Kč a ve slevové akci z října 1936 se dala nejmenší „Zetka“ pořídit za 16 500 Kč. Sériová výroba probíhala od dubna 1935 do října 1936, kdy byla výroba automobilů ve Zbrojovce Brno rozhodnutím MNO ukončena. Poslední vozy Z 6 byly smontovány ze zbylých dílů roku 1937. Právě z této poslední výrobní dávky zakoupila na jaře 1937 moravská policie 13 automobilů. Celkem vzniklo 500 kusů vozu Z 6.

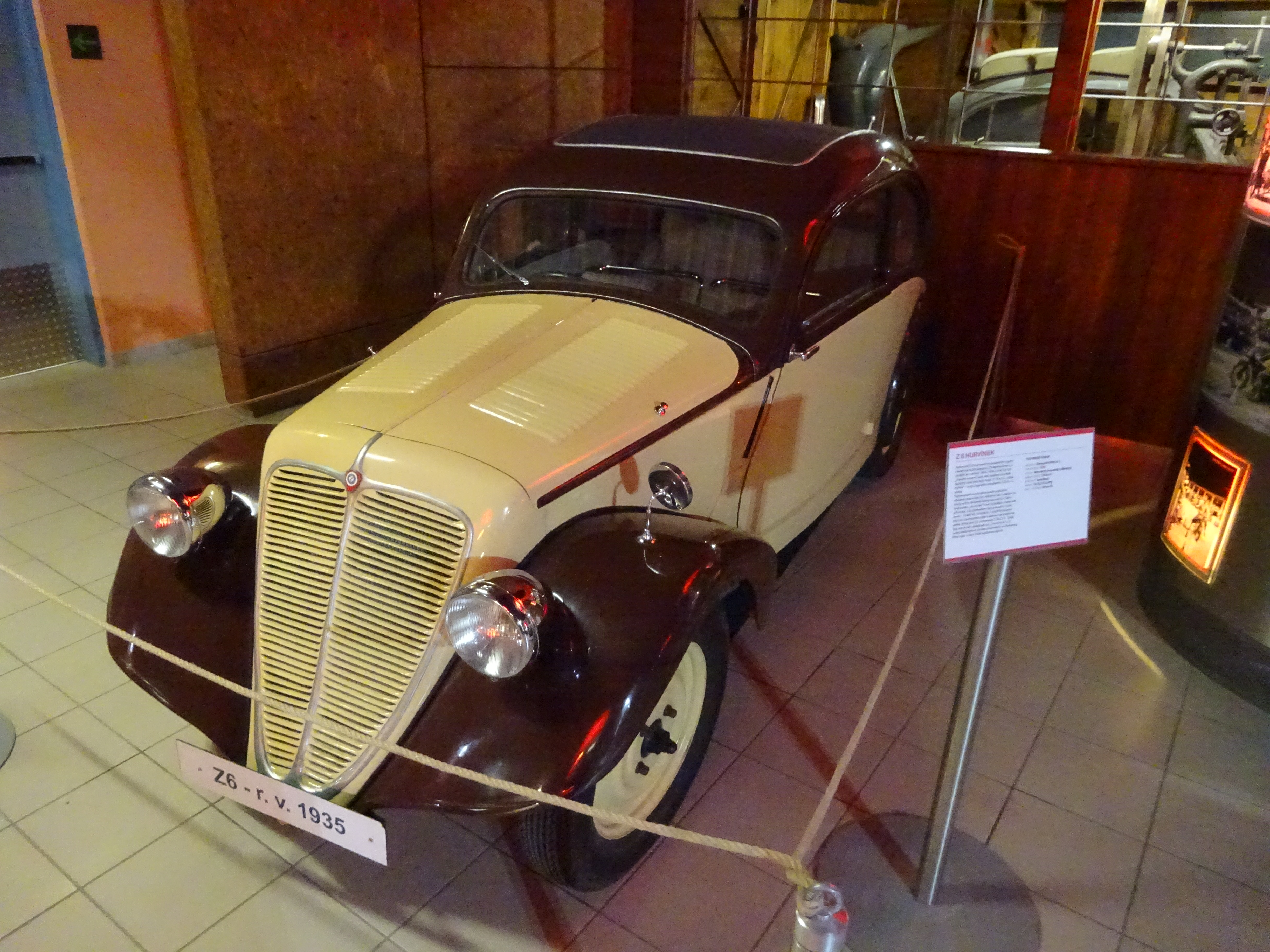
Zbrojovka Z6 Hurvínek (1935), Technické muzeum Brno 2024

## Technický popis

### Motor a převodovka
Vůz Z 6 poháněl řadový, vodou chlazený dvoudobý zážehový dvouválec. Motor má zdvihový objem 735 cm³ (vrtání válců 72 mm, zdvih 90 mm) a dosahuje nejvyšší výkon 14 kW (19 k) při 3200 ot./min. Přípravu palivové směsi zajišťuje karburátor Amal 76/LS. Motor je opatřen akumulátorovým zapalováním, elektrická instalace pracuje s napětím 6 V. Chlazení motoru je termosifonové, bez ventilátoru.
Motor je uložen za přední nápravou, před ním se nachází třístupňová převodovka a rozvodovka s diferenciálem. Spojka je suchá, jednokotoučová. Motor a převodovka tvoří montážní celek. V motorovém prostoru byla uložena palivová nádrž o objemu 20 l.

### Podvozek a karosérie

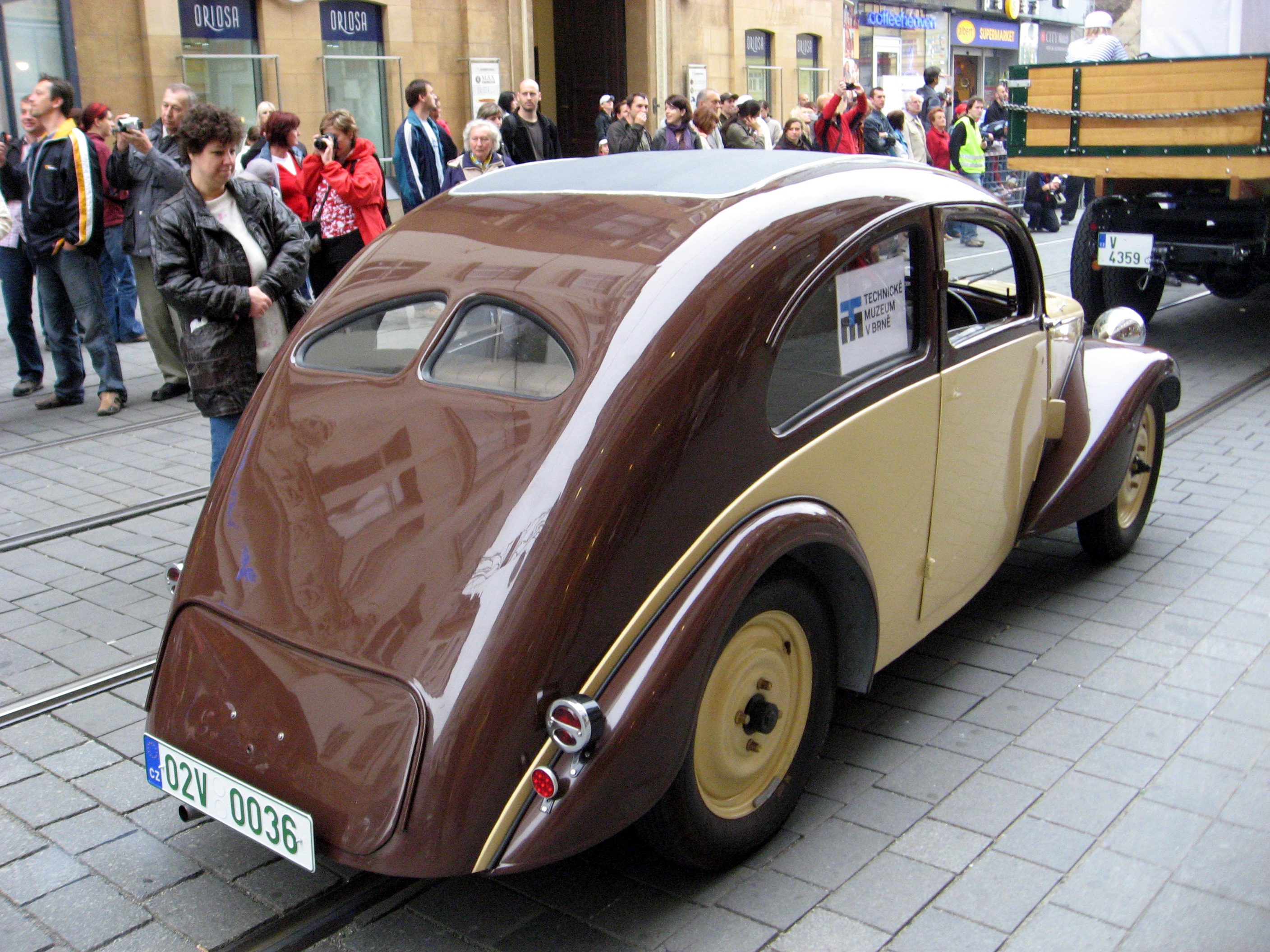
Pohled zezadu, vůz ze sbírek TMB

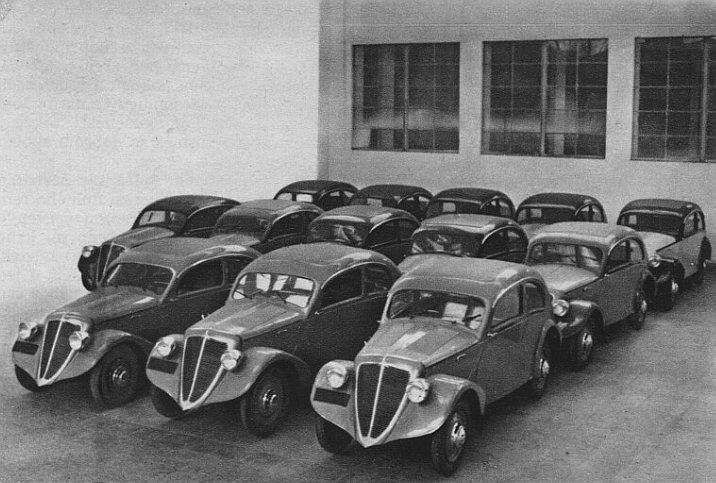
13 automobilů Z 6 zakoupených moravskou policií, 1937

Základem podvozku je páteřový rám s centrální nosnou rourou (trubkový centrální nosník), vpředu rozvidlený pro uložení motoru. Nápravy jsou tvořeny příčným paralelogramem, sestávajícím ze dvou nad sebou umístěných příčných listových per. Všechna čtyři kola byla nezávisle zavěšena. Odpružení je opatřeno kapalinovými tlumiči vpředu a pákovými třecími vzadu. Řízení je hřebenové s volantem vpravo. Mechanické bubnové brzdy jsou na všech čtyřech kolech. Kola mají lisované ocelové disky, opatřené pneumatikami rozměru 4,75×16".
Vozy byly dodávány s tovární, čtyřmístnou karosérií jako proudnicový dvoudveřový sedan (tudor), který se vyznačoval šikmo skloněným čelním oknem a výrazně zaoblenou střechou přecházející do zaoblené zádě. Přední i zadní blatníky měly zaoblený aerodynamický tvar. 

### Rozměry a výkony
Rozvor: 2400 mm
Rozchod kol: 1050 mm
Délka: 3810 mm
Šířka: 1330 mm
Výška: 1390 mm
Pohotovostní hmotnost: 700 kg
Celková hmotnost: 1390 kg
Největší rychlost: 80–90 km/h
Spotřeba: 7–8 l/100 km